# Gunnar Starck
Lars Gunnar Starck, född 16 oktober 1880 i Stockholm, död 10 februari 1976 i Stockholm, var en svensk kemist och pedagog.

## Biografi
Starck var son till stadskassör Lars Petter Starck och Anna Schröder. Han avlade filosofie kandidatexamen vid Uppsala universitet 1902 och blev filosofie licentiat 1909 vid Stockholms högskola samt disputerade för filosofie doktorsgrad 1915 vid samma lärosäte.
Starck började sin yrkesbana som amanuens vid Stockholms högskola 1899–1901 och 1907–1908 och var därefter tillförordnad lärare där 1909–1911. Åren 1913–1915 var han adjunkt vid Norra Real i Stockholm och blev lektor där 1916, en befattning han innehade till 1946. Parallellt arbetade han som lärare vid sjökrigsskolan 1912–1914 och vid tullverkets undervisningsanstalt 1912–1915. År 1918 fick han en tjänst som överlärare vid Tekniska skolan i Stockholm och 1927 tillträdde han som tillförordnad professor vid Stockholms högskola.
Starck var medredaktör för Tidskrift för elementär matematik, fysik och kemi (Elementa). Han har också fått ge namn åt Svenska kemistsamfundets pedagogutmärkelse.  Pedagogmedaljen utdelades för första gången 1966 till Gunnar Starck. Till hans 95-årsdag fick medaljen en helt ny utformning, med motiv från hans berömda undervisning med experiment. Efter hans frånfälle beslutades att medaljen skulle kallas Gunnar Starck-medaljen.
Han var gift första gången med Karolina Rosenbaum och andra gången med Britta Ringman. Han var far till sexualupplysaren Vera Starck-Romanus. Genom dottern Helen Starck var han morfar till Claes Borgström, Anette Kullenberg och Kerstin Vinterhed.
Gunnar Starck är begravd på Norra begravningsplatsen utanför Stockholm.